# Noticias (revista argentina)
Noticias de la semana, más conocida como Revista Noticias, es una revista semanal argentina fundada en 1976 y refundada en su segunda etapa el 14 de noviembre de 1989 por Editorial Perfil S.A. Su contenido está orientado a temas políticos, de la farándula y de actualidad social.

## Historia

### La Semana
Nació como Noticias de la semana, aunque era voceada como La semana. [cita requerida]
En ella, su director, Jorge Fontevechia, en mayo de 1978, en vísperas del Mundial de Fútbol y en plena dictadura, descalificó la primera denuncia sobre la ESMA producida por un sobreviviente, Horacio Domingo Maggio, al que llamó "terrorista".
Durante el conflicto bélico de 1982 en Malvinas, editó notas de apoyo al Proceso de Reorganización Nacional y se sumó a tildar de campaña antiargentina a quienes criticaban las violaciones a los derechos humanos.
También publicó un editorial donde se decía en forma de "Carta abierta a un periodista europeo": "Y, por favor, no nos venga a hablar de campos de concentración, de matanzas clandestinas o de terror nocturno. Todavía nos damos el gusto de salir de noche y volver a casa a la madrugada...".
Sobre el final de la dictadura, su línea se distanció de los militares.[cita requerida]
Otra edición fue secuestrada de los kioscos por los militares y clausurada su redacción, aunque "reabierta por la justicia", como rezaba un lema que pasó a ser publicado en cada tapa posterior. Esos episodios llevaron a su director a huir y pedir asilo en una embajada.[cita requerida]

### Noticias
Con la sucesión presidencial de Raúl Alfonsín a manos de otro civil, un hecho inédito en casi todo el siglo XX argentino, la revista se actualizó y priorizó la primera palabra de su nombre.
En noviembre de 1989 la revista comienza a salir bajo el nombre de Noticias. Su ejemplar inaugural de noviembre de 1989 coincidió con la caída del muro de Berlín, por lo que su director, Jorge Fontevecchia, se comunicó con el embajador de Alemania Oriental para comprarle parte del muro, cuyos trozos fueron regalados con la edición número 1.
En 1995 Noticias reveló que el exmandatario Carlos Menem tenía un hijo no reconocido que recibía favores del Estado y cuya madre había sido impuesta como diputada. La Corte Interamericana trató el castigo judicial a la revista y falló a favor de Noticias.
A esta revista pertenecía el fotógrafo José Luis Cabezas, asesinado el 25 de enero de 1997 en represalia por la foto de tapa que le tomó al empresario Alfredo Yabrán, crimen por el que será condenado su custodio Gregorio Ríos. También fue el autor de la foto a Pedro Klodczyk, jefe de la bonaerense, tapa de la edición sobre la "Maldita policía". A esa fuerza pertenecían otros enjuiciados por el asesinato, como el oficial Gustavo Prellezo.
Al otro día de encontrar el cuerpo de Cabezas, se publicó, como todos los días la revista pero con la particularidad de tener la tapa completamente negra sin título. Dicha revista se agotó en todo el país en solo 48 horas.
En agosto de 2019, la revista Noticias de la semana hace historia con su tapa titulada "Game Over" con el presidente de la Argentina, Mauricio Macri.

## Críticas
En 2014 el cardenal Mario Poli, arzobispo de Buenos Aires, rechazó la decisión de la revista Noticias, que dirige Jorge Fontevecchia, de llevar a su tapa la imagen de la presidenta Cristina Kirchner crucificada. También fue acusado de tener ética cero por la legisladora María del Carmen Bianchi, además de advertir que «la tapa de la revista Noticias irradia machismo y misoginia» a raíz de una tapa donde la presidenta aparecía dibujada teniendo goces sexuales. Varios editores de diarios y periódicos de la provincia de Buenos Aires repudiaron la publicación de la nota de Noticias, dado que "incurre y ejerce violencia de género".

## Libro
- Noticias, bajo fuego. Sombras e intrigas del poder real en la Argentina. Editorial Planeta, Buenos Aires, 2011 (680 pp) ISBN 9789504927501.[13] Escrito por uno de sus exdirectores, Gustavo González.[14]

## Eslóganes
- Desde 1998: Entender cambia la vida